# Cornhill on Tweed
Cornhill on Tweed är en ort och, skrivet som Cornhill-on-Tweed, en civil parish, i Storbritannien.   Den ligger i grevskapet och kommunen Northumberland i riksdelen England, i den centrala delen av landet, 500 km norr om huvudstaden London. Cornhill on Tweed ligger 29 meter över havet och antalet invånare är 318.
Terrängen runt Cornhill on Tweed är platt åt nordväst, men åt sydost är den kuperad. Runt Cornhill on Tweed är det ganska glesbefolkat, med 25 invånare per kvadratkilometer. Närmaste större samhälle är Coldstream, 2,0 km väster om Cornhill on Tweed. Trakten runt Cornhill on Tweed består i huvudsak av gräsmarker.